# Kohlekraftwerk Aschaffenburg
Das Kraftwerk Aschaffenburg war ein Kohlekraftwerk in Aschaffenburg, gelegen am Bayerischen Staatshafen am Main. Betreiber war E.ON, ehemals Bayernwerk.
Das 1951 erbaute Werk wurde wegen vorhandener Überkapazitäten und mangelnder Wirtschaftlichkeit ab 1997 nur noch als "Kalte Reserve" vorgehalten und im Jahre 2000 stillgelegt. Ab 2001 erfolgte der Rückbau (Sprengung 2004) bis auf den 161 Meter hohen Schornstein, der heute als Sendemast für den Mobilfunk dient.
Das Kraftwerk erzeugte neben Dreiphasenwechselstrom mit einer Netzfrequenz von 50 Hz ab 1961 auch einphasigen Bahnstrom mit 16,7 Hz und einer elektrischen Leistung von 150 MW. Der Bahnstrom wurde über eine Leitung mit drei einphasigen Systemen zum Unterwerk in Mainaschaff geleitet.
Im Zuge der Modernisierung des Hafens wurde am Südende des Hafenbeckens I ein neues Biomasseheizkraftwerk erbaut.